# Königswagen Ao 200
Der Königswagen Ao 200 war ein Salonwagen, den die Rørosbane für den Gebrauch durch den norwegischen König bereithielt.

## Geschichte
Die Rørosbane wurde – im Gegensatz zu den zuvor in Norwegen eröffneten Strecken, die in Normalspur gebaut waren – in Kapspur errichtet (1067 mm). Als 1877 die Gesamteröffnung der Strecke durch den schwedisch-norwegischen König anstand, konnten die vorhandenen, normalspurigen königlichen Salonwagen nicht verwendet werden. So musste ein eigener Salonwagen für die Rørosbane beschafft werden.
Dieser wurde am 20. Juli 1877 bei Jackson & Sharp Co. in Wilmington (Delaware), USA, bestellt und wurde nach weniger als drei Monaten zerlegt geliefert und am Bahnhof Hamar fertiggestellt. König Oskar II. nutzte den Wagen dann anlässlich der Gesamteröffnung der Rørosbane am 17. Oktober 1877. Der Salonwagen war bei der Rørosbane unter der Betriebsnummer Ao 200 eingestellt.
Er war in burgunderroter Farbe lackiert und mit Inschriften und Verzierungen aus Blattgold versehen. Über den Fenstern befand sich die Aufschrift „HAMAR THRONDHJEM JERNBANE“. Es war das erste Wagen in Norwegen, der über eine Toilette verfügte. Die Möbel kamen mit den Einzelteilen aus Amerika.
Auch die nachfolgenden norwegischen Könige nutzten das Fahrzeug, so etwa König Håkon VII. zur Fahrt nach Trondheim anlässlich der dortigen Krönung im Nidarosdom 1906.
Im Zusammenhang mit dieser Krönungsfahrt wurde der Wagen modernisiert und erhielt gleichzeitig einen Begleitwagen mit Schlafplätzen, den Ao 213. Er bekam an einem Ende eine geschlossene Plattform, die beiden Wagen erhielten Ziehharmonikafaltenbälge, die einen geschlossenen Übergang bildeten. Im Winter 1910/11 erhielt er zur Beheizung zwei Schweizerapparate und elektrische Beleuchtung. 1911 wurde der Wagen vom 4. Distrikt (Trondheim) in den 3. Distrikt (Hamar) verlegt, wo auch der Wagen Ao 213 beheimatet war. 1929 wurde der Wagen ausgemustert und dem Eisenbahnmuseum übergeben.
Der Königswagen Ao 200 gehört heute zur Sammlung des Norwegischen Eisenbahnmuseums in Hamar und ist dort in der Dauerausstellung zu sehen. Die Inneneinrichtung ist original erhalten, einschließlich eines Schaukelpferds des damaligen Kronprinzen Olav.